# اولگا فرست
اولگا فرست (انگلیسی: Olga Færseth؛ زادهٔ ۶ اکتبر ۱۹۷۵) بازیکن فوتبال اهل ایسلند است.
از باشگاه‌هایی که در آن بازی کرده است می‌توان به باشگاه ورزشی وستمانایا و باشگاه بریدابلیک اشاره کرد.
وی همچنین در تیم‌های ملی فوتبال زنان ایسلند بازی کرده است.
وی در مسابقات کشوری و بین‌المللی در مجموع برندهٔ ۱ مدال برنز شده است.